# Hemimycena cephalotricha
Hemimycena cephalotricha es una especie de hongo basidiomiceto de la familia Mycenaceae, orden  Agaricales.

## Sinónimos
- Delicatula cephalotricha (Cejp, 1938)
- Helotium cephalotrichum (Redhead, 1982)
- Hemimycena cephalotricha (Singer, 1938)
- Marasmiellus cephalotrichus (Singer, 1951)
- Mycena cephalotricha (Romagn, 1992)
- Omphalia cephalotricha (Joss, 1937)